# NGC 3012
NGC 3012 este o galaxie eliptică situată în constelația Leul Mic. A fost descoperită în 30 aprilie 1862 de către Heinrich Louis d'Arrest.